# Contoderus hamaticollis
Contoderus hamaticollis là một loài bọ cánh cứng trong họ Cerambycidae.